# Sběratelský obor
Sběratelský obor je vyhraněná oblast zájmů sběratelů. I tyto obory mají svá specifická označení podle druhu předmětů ve sbírce, tedy obor sběratelů poštovních známek se nazývá filatelie či u zápalkových nálepek filumenie. Sběratelských oborů je velmi mnoho, protože mnoho je i předmětů, které se dají sbírat, uskupovat do sbírek.

## Sběratelské obory
Jen v pražském Klubu sběratelů kuriozit je evidováno přes 200 netradičních sběratelských oborů. Sběratelé tzv. tradičních oborů jsou organizováni v řadě jiných klubů po celém světě, někdy se sdružují do celých svazů (nejznámější je filatelistický, Klub sběratelů autogramů nebo klub sběratelů turistických známek). Naproti tomu mnohé další obory jsou natolik specifické, že svou organizační základnu nemají.

### Významnější sběratelské obory
- autogramy (podpisy)
- bibliofilie (krásné tisky)
- filatelie, sbírání známek
  - sběratelé frankotypů

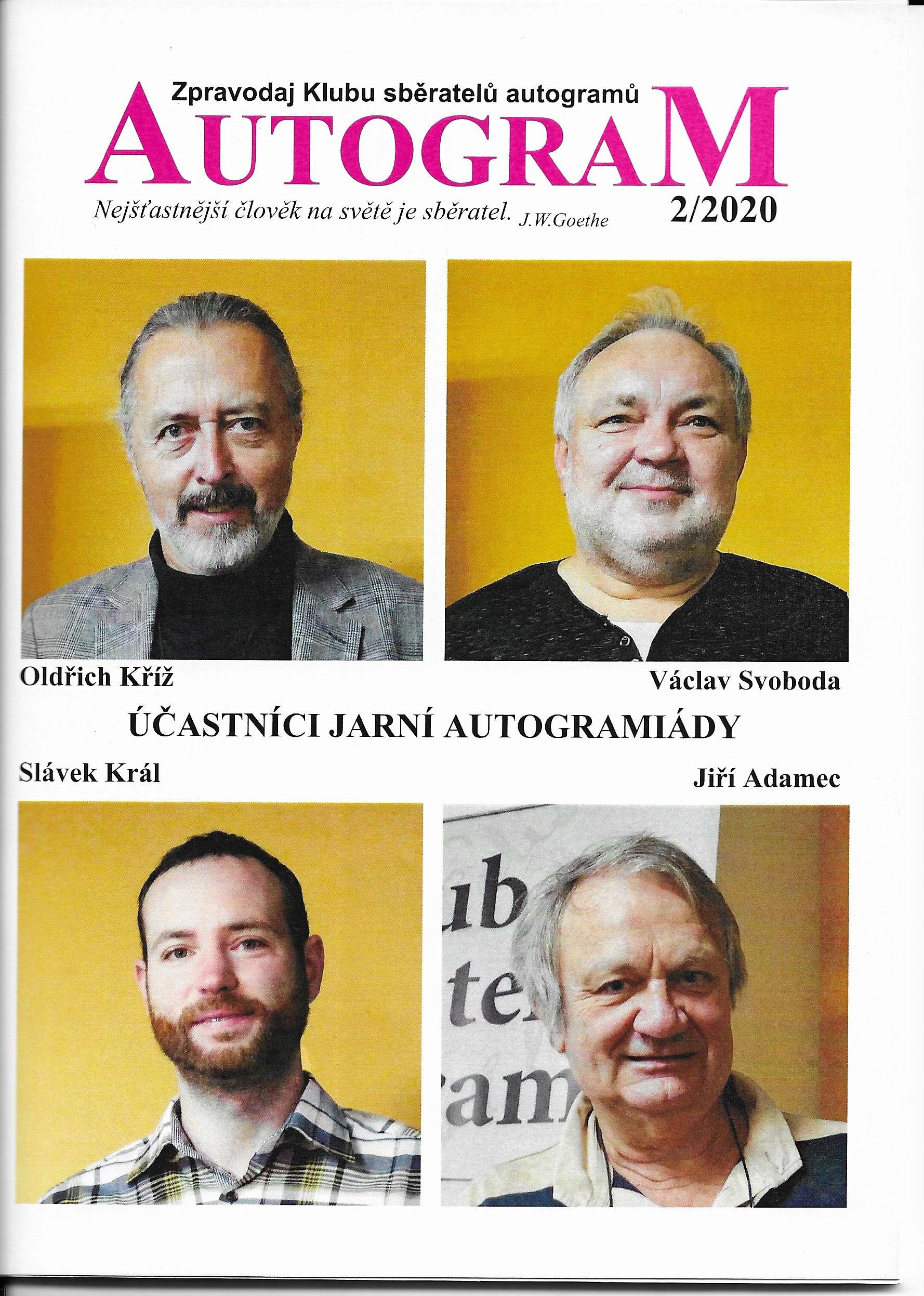
Obálka časopisu Autogram, který vydává Klub sběratelů autogramů

- filumenie, sbírání zápalkových nálepek
  - filiberumenisté, sběratelé plochých zápalek
  - kumyxafisté, sběratelé zápalkových krabiček
- filokartie, sbírání pohlednic
- militarie, sbírání předmětů vojenství
- notafilie, sbírání papírových platidel
- numismatika, sbírání mincí
- faleristika, sbírání medailí
- sběratelství odznaků
- sběratelství čajových obalů
- sběratelství brouků, viz obor entomologie
- telefonní karty
- modely aut, letadel a lodí
- pivní suvenýry
  - pivní etikety
  - pivní tácky
  - pivní podtácky
  - pivní půllitry
  - pivní korunkové uzávěry
  - pivní láhve
- kapesní kalendáříky
- sýrové etikety
- čepelkové obaly
- čokoládové obaly
- papírové ubrousky
- žvýkačkové obaly
- kuřácké potřeby
  - cigaretové obaly
  - tabákové obaly
  - dýmky
  - dutinky
- křišťálové lebky
- turistické suvenýry
  - turistické známky
  - turistické nálepky
  - turistické štítky
  - sběratelé turistických vizitek

## Sběratelé turistických známek
Znalec České republiky - sběratel, který získal 200 Prémiových známek. Prémiovou známku lze získat za zaslání deseti po sobě jdoucích kupónů, které jsou součástí turistické známky.

## Sběratelé cigaretových obalů
Největší sbírky v České republice v roce 2018: Krajánek František (226 137), Knopek Eda (186 444), Tolar Jaroslav (114 939), Blažek Rudolf ing. (83 239), Janouškovec Petr (79 613), Tománek Petr (58 071), Šimák Roman (54 700), Matějka Václav (29 105), Zelenka Vladimír ( 3 354), Fiala Jaromír (2 977)

## Sběratelé čepelkových obalů
Pořadí největších sbírek čepelkových obalů v České republice v roce 2017: Neubauer František (46 800), Šimeček Jan (20 300), Makovec Jan (16 578), Rolčík Jakub (8 700), Klenovec René (8 600), Skopal Jan (5 850), Němec Vladimír (5 600), Krákora Josef (5 550), Budiš Milan (5 504), Kunz Karel (5 000).
r. 2021: 48 100 ks Neubauer Fr., 23 300 ks Šimeček Jan

## Sběratelé čajových obalů
V České republice se sběratelství čajových oborů věnuje kolem 150 sběratelů (r. 2018).
Nejúspěšnější sběratelé k 1.1.2018 v České republice: Jandová Jana (59 000), Šimůnková Lenka (51 500), Loužilová Katka (49 080), Nosálová Lucie (47 200), Švitorková Katka (46 000), Benešová Irena (45 200), Horák Václav (40 200), Vosková Stanislava (40 100), Lukášková Eva (39 658), Ulrich Jiří (38 537).

## Sběratelé čokoládových obalů
Největší sbírky v České republice (r. 2018): p. Krámský (182 000), p. Mihál (135 000), p. Lněnička (100 000), p. Hrošek (65 000), p. Miklová (35 000), p. Osvald (28 000), p. Náhlíková (23 500), p. Pelant (21 000), p. Stabroth (20 000), p. Kumštar (13 200).

## Sběratelé etiket

### Vinné etikety
největší sbírka v České republice (r. 2018): p. Pešák 151 075 ks

### Likérové etikety
největší sbírka v České republice (r. 2018): p. Pešák 99 420 ks

## Sběratelé kartičkových kalendáříků
V České republice se sběratelství kartičkových kalendáříků věnuje okolo 72 sběratelů (r. 2018) většinou ženy. Největší sbírky v České republice (r. 2018): Lubomír Zamazal (500 000), Zdena Smetanová (184 520), Lubomír Kouřim (122 000), Oldřich Zatloukal (105 000), Miloš Zelený (97 000), Věra Homolková (95 000), Klára Drlíková (93 820), Monika Petráková (90 000), Alena Zimmermannová (88 740), Vladimír Němec (78 000), Ivana Šťastná (76 000), Stanislav Kubík (70 000), Petra Zuzková (60 000), Dušan Bajza (55 000), Štěpán Kamil (52 000), Lenka Líkařová (50 000), Marie Šenková (46 000), Milena Ježková (40 000), Eva Máchová (40 000),Otto Ondr (39 500).

## Sběratelé Kinder
V České republice sbírá Kinder kolem 28 osob (r. 2018). Pořadí největších sbírek: Svobodová T. (14 096), Klímová (11 900), Svobodová K. (9 000), Vávrová (5 000), Švehla (4 400), Hlavatá (3 910), Knobloch (3 500), Baru (3 000), Hron (3 000), Crhánová (2 000).

## Sběratelé modelů automobilů
V České republice se věnuje tomuto sběratelskému oboru kolem 66 sběratelů v roce 2018. Největší sbírky: Wokoun (12 256), Kodrle (7 956), Berger (7 105), Staněk (6 137), Popelka (5 500), Řehula (5 418), Kocourek (5 347), Tomíček (4 947), Sládek (4 300), Chrz (4075).

## Sběratelé papírových ubrousků
Největší sbírky papírových ubrousků v České republice (r. 2018): Beranová Hana (63 950), Šedová Alena (45 570), Houdková Helena (45 000), Holubová Eva (30 000), Okáčová Helena (23 400), Jandová Jana (22 000), Vnoučková Helena (20 680), Milenovská Marie (9 000), Holubová Pavla (6 000), Česalová Hana (5 300), Švehla Bedřich (1 420), Urbanová Lenka (700), Tvrdková Marie (500), Peclinovská Jana (300).

## Sběratelé pivních suvenýrů
V České republice patří tento sběratelský obor mezi první tři největší (počty z roku 2018, 2021):

### Pivní etikety
Honzejk Václav (316 000), Langner Petr (281 000), Kožuch Oldřich (150 000), Engelthaler Ladislav (95 253), Klenovec René (95 000), Prokůpek Jaroslav (95 000)
r. 2021: 330 000 ks Ing. Václav Honzejk

### Etikety České a Slovenské republiky
Valenta Michal (39 000), Zmidloch Jan (27 793), Nahodil Petr (21 200)
r. 2021: 26 863 ks Ladislav Engelthaler

### Československé etikety do roku 1948
Steiner Vladimír (5 165), Zmidloch Jan (1 411), Novák Radim (1 200)
r. 2021: 5 200 ks Ing. Vladimír Steiner

### Pivní tácky
Štěrba Jaroslav (115 000), Švehla Bedřich (50 670), Linhart Vladimír (47 252), Ševčík Zdeněk (12 420), Cífka Vlastimil (11 500), Otto Jindřich Jeroným Mudra (800)
r. 2021: 130 000 ks Jaroslav Štěrba

### Pivní láhve
Drvola Jiří (8 932), Štěrba Jaroslav (3 500), Kekrt Miroslav (1 200)
r. 2021: 9 207 ks Jiří Drvola

### Pivní plechovky
Kovář Petr (21 000), Cífka Vlastimil (15 000), Švehla Bedřich (14 600)
r. 2021: 21 000 ks Petr Kovář

### Limonádové plechovky
Cífka Vlastimil (3 400), Masař Ludvík (1 800)
r. 2021: 3 300 ks Vlastimil Cífka

### Korunkové uzávěry
Cífka Vlastimil (11 770), Rose Milan (5 100), Dušek Soběslav (3 638), Vach Jiří (2 974), Nahodil Petr (1 200)
r. 2021: 15 575 ks Vlastimil Cífka

### Pivní cedule
Steiner Vladimír (558), Menšík Vladimír (370), Kekrt Miroslav (30)
r. 2021: 563 ks Ing Vladimír Steiner

### Korbele, sklenice a půllitry
Menšík Vladimír (2 219), Pazourek Vladimír (2 100), Dambrosca Rick (1 042)
r. 2021: 2 400 ks Vladimír Pazourek

### Pivovarské pohlednice
Linhart Vladimír (2 411), Steiner Vladimír (1 766), Vrábel Ondřej (660)
r. 2021: 2 783 ks VladimírLinhart

### Pivovarské kalendáříky
Zatloukal Oldřich (5 600), Cífka Vlastimil (4 260), Nahodil Petr (3 943)
r. 2021: 6 300 ks Oldřich Zatloukal

### Otvíráky
Kopecký Milan (1 900), Ondráček Jaroslav (1 648), Douša Václav (1 310)
r. 2021: 3 100 ks Miloslav Dobšíček
r. 2024 : 3 500 ks Miloslav Dobšíček ( Otvíráky jsou uloženy v : Pivovarské Muzeum Podivín  )

### Pivovarské účtenky
Linhart Vladimír (2 000), Zmidloch Jan (1 768), Erzigoj Evžen (1 000)
r. 2021: 2 212 ks Vladimír Linhart

### Pivní soudky (2 - 5 litrů)
Slanina Petr (1 650), Cífka Vlastimil (1 137), Švehla Bedřich (615)
r. 2021: 1 130 ks Vlastimil Cífka

## Sběratelé pohlednic
Pořadí největších sbírek pohlednic v České republice (r. 2018): Houšková Daniela (220 800 ks), Houdková Helena (147 000 ks), Přibáň Václav (145 540 ks), Švehla Bedřich ing. (138 000 ks), Beneš Petr (135 000 ks), Fiedler Pavel ing. (130 000 ks), Kopp Petr (122 000 ks), Kohout Jan (120 000 ks), Prášil Petr Mgr. (98 500 ks), Myšková Jarmila (95 460 ks).

### Místopisné pohlednice České republiky
největší sbírka (r. 2018): Fiedler Pavel ing. 130 000 ks

### Místopisné pohlednice zahraniční
největší sbírka (r. 2018): Houšková Daniela 112 300 ks

### Pohlednice Prahy a okolí
největší sbírka (r. 2018): Maděra Tomáš 10 000 ks

### Panská sídla (hrady, zámky, tvrze) v České republice
největší sbírka (r. 2018): Houšková Daniela 37 700 ks

### Umělecké pohlednice
největší sbírka (r. 2018): Okáčová Helena 34 700 ks

### Blahopřejné pohlednice
největší sbírka (r. 2018): Braunštejnová V. 21 100 ks

## Největší sbírky světa
Seznam největších sbírek světa z roku 2021.
| sběratelský obor                          | celkový počet záznamů | počet sběratelů | největší sbírka                            | počet   |
| ----------------------------------------- | --------------------- | --------------- | ------------------------------------------ | ------- |
| bankovky                                  | 125 676               | 22 606          | Manuel Orlando Gonzalez Cancel (Portoriko) | 16 612  |
| bankovní karty                            | 52 183                | 2 620           | Avo Randma (Estonsko)                      | 1 159   |
| bezpečnostní karty                        | 4 014                 | 96              | Guidojet (Itálie)                          | 3 316   |
| cigaretové krabičky                       | 19 517                | 542             | Alexandros Iliopoulos (Řecko)              | 6 471   |
| čajové sáčky                              | 130 729               | 1 818           | Marjoke Rozier (Nizozemsko)                | 82 367  |
| čajové štítky                             | 22 835                | 346             | Els Van Gastel (Nizozemsko)                | 15 019  |
| čokoládové obaly                          | 27 883                | 166             | Mateusz Wesolowski (Polsko)                | 18 240  |
| doutníkové pásky                          | 34 014                | 88              | Leo Op Ten Berg (Nizozemsko)               | 18 667  |
| jízdenky na dopravu                       | 86 051                | 1 939           | Gary Hoff (Austrálie)                      | 17 697  |
| kapesní kalendáříky                       | 95 671                | 899             | Andrej Levšunov (Rusko)                    | 12 253  |
| lahvová víčka                             | 47 775                | 3 998           | Danilo Koeppen (Německo)                   | 21 795  |
| mince                                     | 160 323               | 39 937          | Aki Sippola (Finsko)                       | 22 108  |
| nápojové etikety                          | 196 510               | 891             | Václav Fadrhonc (Česko)                    | 33 039  |
| odznaky                                   | 26 712                | 498             | Hans Van Den Heuvel (Nizozemsko)           | 2 318   |
| papírové ubrousky                         | 35 036                | 89              | Luis Saldaňa Millan (Španělsko)            | 31 824  |
| pivní tácky                               | 109 505               | 2 130           | Franz Prankl (Rakousko)                    | 32 231  |
| pohlednice                                | 232 794               | 2 086           | Vadym Sulimenko (Česko)                    | 39 655  |
| sáčky od cukru                            | 111 964               | 972             | Sarata (Itálie)                            | 62 803  |
| samolepky                                 | 122 378               | 503             | rizzanto (Itálie)                          | 23 834  |
| samolepky na ovoce                        | 14 690                | 276             | Jacques Desescaut (Francie)                | 4 010   |
| sportovní karty                           | 124 109               | 208             | Neweden (Kanada)                           | 7 475   |
| stírací losy                              | 33 379                | 743             | David Vazquez Trujillo (Španělsko)         | 20 831  |
| TCGs                                      | 211 700               | 1 168           | Gelson Teixeira (Brazílie)                 | 6 712   |
| telefonní karty                           | 801 530               | 10 497          | Josefine Berchtenbreiter (Německo)         | 225 742 |
| víčka od mini kelímků (kávy, mlíček atd.) | 58 287                | 242             | Ribouldinque (Švýcarsko)                   | 32 367  |
| vstupenky                                 | 12 749                | 746             | Hermán Bofill (Argentina)                  | 1 175   |
| záložky                                   | 19 065                | 156             | Graci (Španělsko)                          | 5 332   |
| známky                                    | 1 013 989             | 48 372          | marsouille78 (Francie)                     | 300 212 |
| žetony                                    | 35 116                | 4 179           | Humberto Martínez (Kostarika)              | 3 408   |